# Grote Prijs Jef Scherens 1983
Il Grote Prijs Jef Scherens 1983, diciottesima edizione della corsa, si svolse il 18 settembre 1983 su un percorso di 232 km, con partenza e arrivo a Lovanio. Fu vinto dall'olandese Adrie van der Poel della Aernoudt-Rossin davanti al belga Ronny Van Holen e al belga Jan Bogaert.

## Ordine d'arrivo (Top 10)
| Pos. | Corridore          | Squadra            | Tempo    |
| ---- | ------------------ | ------------------ | -------- |
| 1    | Adrie van der Poel | Aernoudt-Rossin    | 6h11'00" |
| 2    | Ronny Van Holen    | Safir-Van de Ven   | s.t.     |
| 3    | Jan Bogaert        | Europ-Decor-Dries  | a 1'10"  |
| 4    | Dirk Demol         | Aernoudt-Rossin    | s.t.     |
| 5    | Jan Wijnants       | Boule d'Or-Colnago | s.t.     |
| 6    | Patrick Onnockx    | Beckers Snacks     | s.t.     |
| 7    | Luc De Decker      | Safir-Van de Ven   | s.t.     |
| 8    | Rudy Rogiers       | Aernoudt-Rossin    | s.t.     |
| 9    | Werner Devos       | Boule d'Or-Colnago | s.t.     |
| 10   | Herman Frison      | Safir-Van de Ven   | s.t.     |